# Bandes du réchauffement climatique

Warming stripes (moyenne mondiale, de 1850 à 2018).

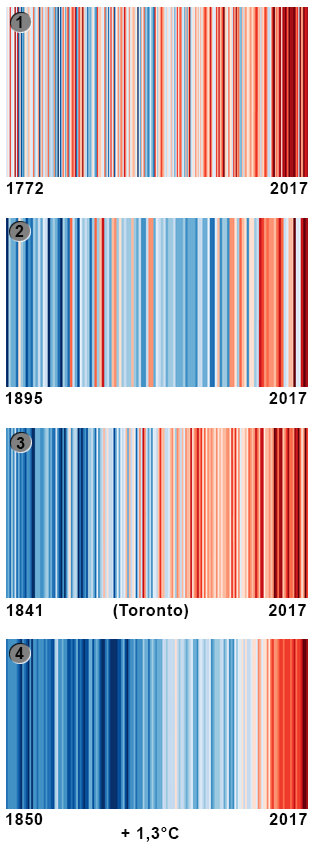
Tendance à long terme pour des échelles territoriales différentes (une bande = température moyenne annuelle pour le lieu), à partir des premières données temporelles disponibles
1) Au centre de l'Angleterre de 1772 à 2017 une échelle colorée de (bleu foncé) à (rouge foncé) ;
2) Températures annuelles pour les États-Unis contigus, de 1895 à 2017 (de (bleu foncé) à (rouge foncé) ;
3) Températures annuelles à Toronto de 1841 à 2017 (de (bleu foncé) à (rouge foncé)
4) Températures mondiales annuelles de 1850 à 2017 (l'échelle colorée couvre.

Les bandes du réchauffement climatique (ou rayures de réchauffement ou warming stripes en anglais) sont une représentation graphique des données au style minimaliste et intuitif illustrant l’accélération du réchauffement climatique. Elles se présentent comme un alignement de fines bandes verticales colorées de manière à représenter visuellement la variation chronologique de température, année par année par rapport à la normale. Elles mettent clairement en évidence, même pour les non-scientifiques, une tendance sur le moyen et long terme,.
Cette visualisation des données de l'historique des températures accompagne souvent des animations permettant de visualiser l'élévation du niveau de la mer et divers travaux de prospective climatique ou encore est utilisée pour juxtaposer visuellement les tendances de température avec d'autres données (émissions mondiales de gaz à effet de serre, recul global des glaciers, changements dans les précipitations, progression des profondeurs océaniques, ou encore émissions de l'aviation).

## Principe
Créées en 2018 par le climatologue britannique Ed Hawkins, de l'université de Reading, les warming stripes obéissent à un code de couleurs intuitif selon lequel le bleu représente une température froide et le rouge une température chaude. D'autre part, plus la couleurs d'une bande est foncée, plus l'écart à la normale a été important pour la période correspondante.

## Contexte, publication et contenu
En mai 2016, pour faciliter la visualisation du changement climatique pour le grand public, le climatologue de l'université de Reading, Ed Hawkins, crée un graphique animé en spirale du changement de température globale en fonction du temps, représentation qui serait devenue virale,. Jason Samenow (en) écrit dans le Washington Post que le graphique est « la visualisation du réchauffement climatique la plus convaincante jamais réalisée », avant qu'il ne soit présenté lors de la cérémonie d'ouverture des Jeux olympiques d'été de 2016.
Par ailleurs, le 10 juin 2017, Ellie Highwood (en), également climatologue à l'université de Reading, termine une « couverture du réchauffement climatique » au crochet inspirée des « couvertures de température » représentant les tendances de température dans les localités respectives. Hawkins fournit alors à Highwood une échelle de couleurs plus conviviale pour éviter les différences de couleurs atténuées présentes dans la couverture de Highwood. Indépendamment, en novembre 2015, la scientifique estuarienne de l'université de Géorgie, Joan Sheldon, fabrique une « écharpe globalement chaude » comportant 400 rangées bleues, rouges et violettes, mais ne peut contacter Hawkins qu'en 2022. Highwood et Sheldon attribuent à leurs inspirations originales les « couvertures du ciel » et les « écharpes du ciel » qui sont basées sur les couleurs quotidiennes du ciel.
Le 22 mai 2018, Hawkins publie des graphiques constituant une série chronologiquement ordonnée de rayures verticales bleues et rouges qu'il appelle « warming stripes ». Hawkins, l'un des principaux auteurs du sixième rapport d'évaluation du GIEC, reçut la médaille Kavli 2018 de la Royal Society, en partie « pour avoir activement fait partager la science du climat et ses diverses implications à un large public » (« for actively communicating climate science and its various implications with broad audiences ».
Comme décrit dans un article de la BBC, au cours du mois où les grandes agences météorologiques publient leurs évaluations climatiques annuelles, Hawkins expérimente différentes manières de rendre les données mondiales et a « l'idée des rayures colorées » lorsqu'il essaie de la présenter sous forme de bannière au Hay Festival (en). Selon l'article, Hawkins comprend « qu'il [a] touché une corde sensible ». Selon le National Center for Atmospheric Science (en) (Royaume-Uni), auquel Hawkins est affilié, ces rayures « dressent un tableau de notre climat changeant de manière convaincante. Hawkins a remplacé les points de données numériques par des couleurs auxquelles nous réagissons intuitivement ».
Ce graphisme à rayures de couleurs froides à chaudes rappelle peut aussi évoquer le mouvement pictural Color Field painting, né à New York dans les années 1940 et qui s'est développé aux États-Unis et au Canada dans les années 1950, inspiré du modernisme européen et de l'expressionnisme abstrait qui élimine les références formelles visuelles et n'utilise que la couleur pour transmettre le sens du tableau. L'un des artistes pionniers de ce mouvement pictural, Barnett Newman, a un jour déclaré qu'il « créait des images dont la réalité est évidente », une philosophie que Hawkins aurait appliquée au problème de la visualisation du réchauffement climatique.

« Je voulais communiquer les changements de température d'une manière simple et intuitive, en éliminant toutes les distractions des graphiques climatiques standard afin que les tendances à long terme et les variations de température soient claires comme de l'eau de roche. Notre système visuel se charge de l'interprétation des bandes sans même que nous y pensions. »

— Ed Hawkins, mai 2018,
En collaboration avec Robert Rohde (en) (scientifique au Berkeley Earth (en)), le 17 juin 2019, Hawkins publie (en licence ouverte, Creative Commons) pour un usage public, un grand nombre de graphiques du réchauffement visualisés par des bandes, sur ShowYourStripes.info. Des graphiques en bandes colorées individualisées sont publiés pour différentes échelles de territoire (monde, la plupart des pays, et certaines régions plus petites telles que les États des États-Unis ou certaines parties du Royaume-Uni), puisque certaines parties du monde se réchauffent bien plus rapidement que d'autres ; plus l'échelle est temporellement élargie et plus le territoire géographique est vaste, plus la visualisation montre de manière nette la tendance à un réchauffement global très rapide.

## Données
Ces « codes barres » colorés du réchauffement climatique sont construits à partir de plusieurs paramètres dont :
- des séries de température (source : organisation météorologique mondiale) ;
- un lieu de mesure (planète, pays, état, région, etc.) ;
- une période de temps (plage d'années, pour l'axe horizontal) ;
- une plage de température (plage d'anomalie (déviation) autour d'une température de référence ou de ligne de base) ;
- une échelle de couleurs (qui décrit les plages d'anomalies respectives de température) ;
- un choix de couleurs (nuances de bleu et de rouge) ;
- des limites de température (température au-dessus de laquelle une bande est rouge et en dessous de laquelle est bleue, déterminée par une température annuelle moyenne sur une « période de référence » ou « base » de 30 ans en général).

Les graphiques originaux de Hawkins utilisent les huit bleus et les huit rouges les plus saturés des palettes de teintes simples de classe ColorBrewer (en) 9, qui optimisent les palettes de couleurs pour les cartes, et sont réputés pour leur accessibilité aux daltoniens :
| Échantillon | HTML    | Rang              |
| ----------- | ------- | ----------------- |
|             | #67000D | 8 (le plus chaud) |
|             | #A50F15 | 7                 |
|             | #CB181D | 6                 |
|             | #EF3B2C | 5                 |
|             | #FB6A4A | 4                 |
|             | #FC9272 | 3                 |
|             | #FCBBA1 | 2                 |
|             | #FEE0D2 | 1                 |
|             | #FFFFFF |                   |
|             | #DEEBF7 | 1                 |
|             | #C6DBEF | 2                 |
|             | #9ECAE1 | 3                 |
|             | #6BAED6 | 4                 |
|             | #4292C6 | 5                 |
|             | #2171B5 | 6                 |
|             | #08519C | 7                 |
|             | #08306B | 8 (le plus froid) |

Hawkins affirme que son choix de couleurs a aussi une motivation esthétique et de justesse (« Je pense qu'ils ont l'air juste »), il sélectionne aussi les périodes de référence et les nuances de bleu et de rouge plus ou moins clairs à sombres pour conserver un équilibre esthétique à la visualisation.

## Influence
Le caractère intuitif de ce graphique le rend aisément compréhensible, même (et surtout) pour des non-scientifiques. Il connaît donc une notoriété très rapide et est repris sur de très nombreux supports : maillot de l'équipe de football du Reading FC en Angleterre, défilé de mode, masques anti-covid, canettes de bière Pueblo Vida, couverture du livre The Climate Book de Greta Thunberg, etc.

Reprises du graphique
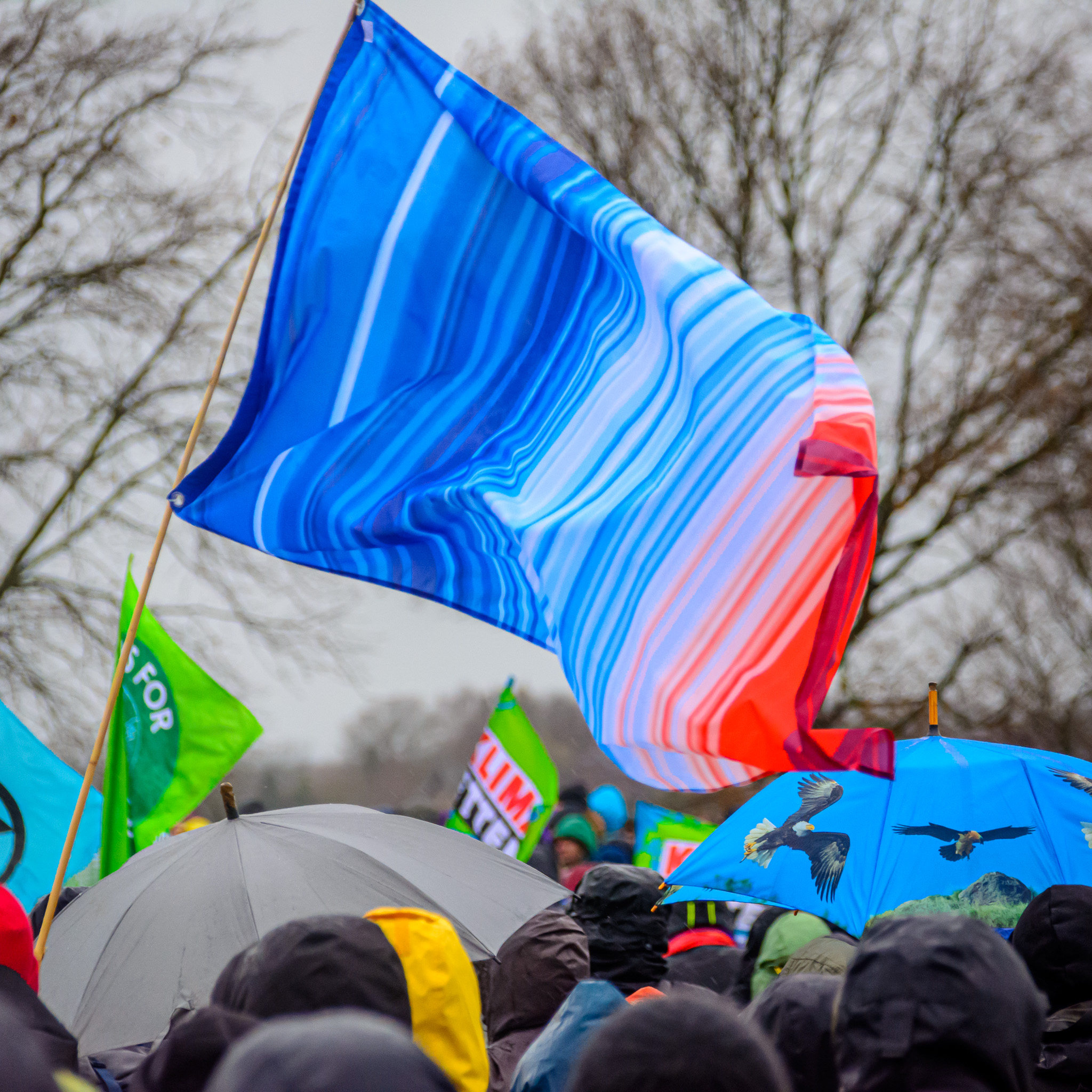
Drapeau lors d'une manifestation contre l'extension des mines de charbon à Lützerath, Allemagne, 14 janvier 2023.
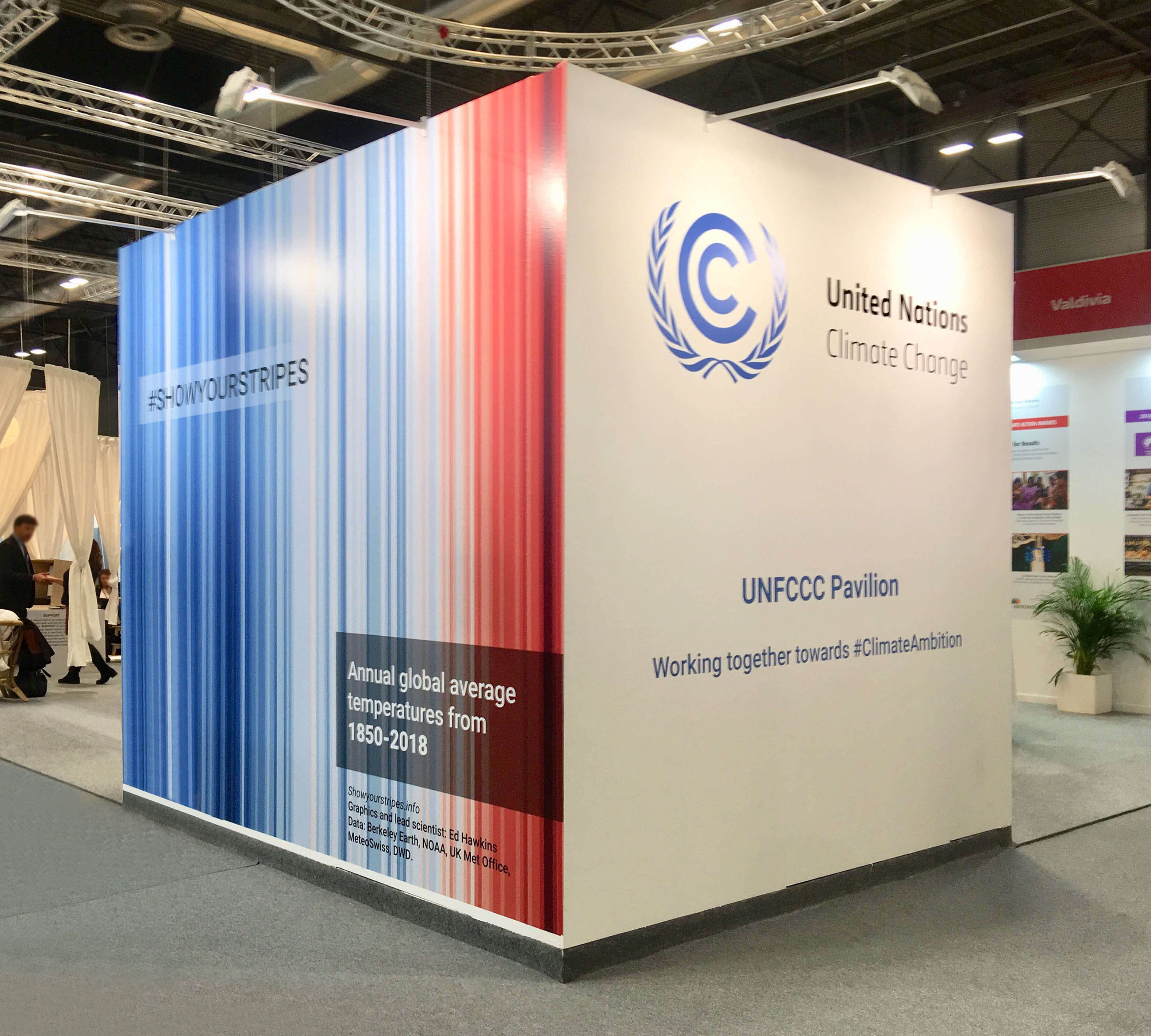
Pavillon de l'UNFCCC à la COP25, décembre 2019.
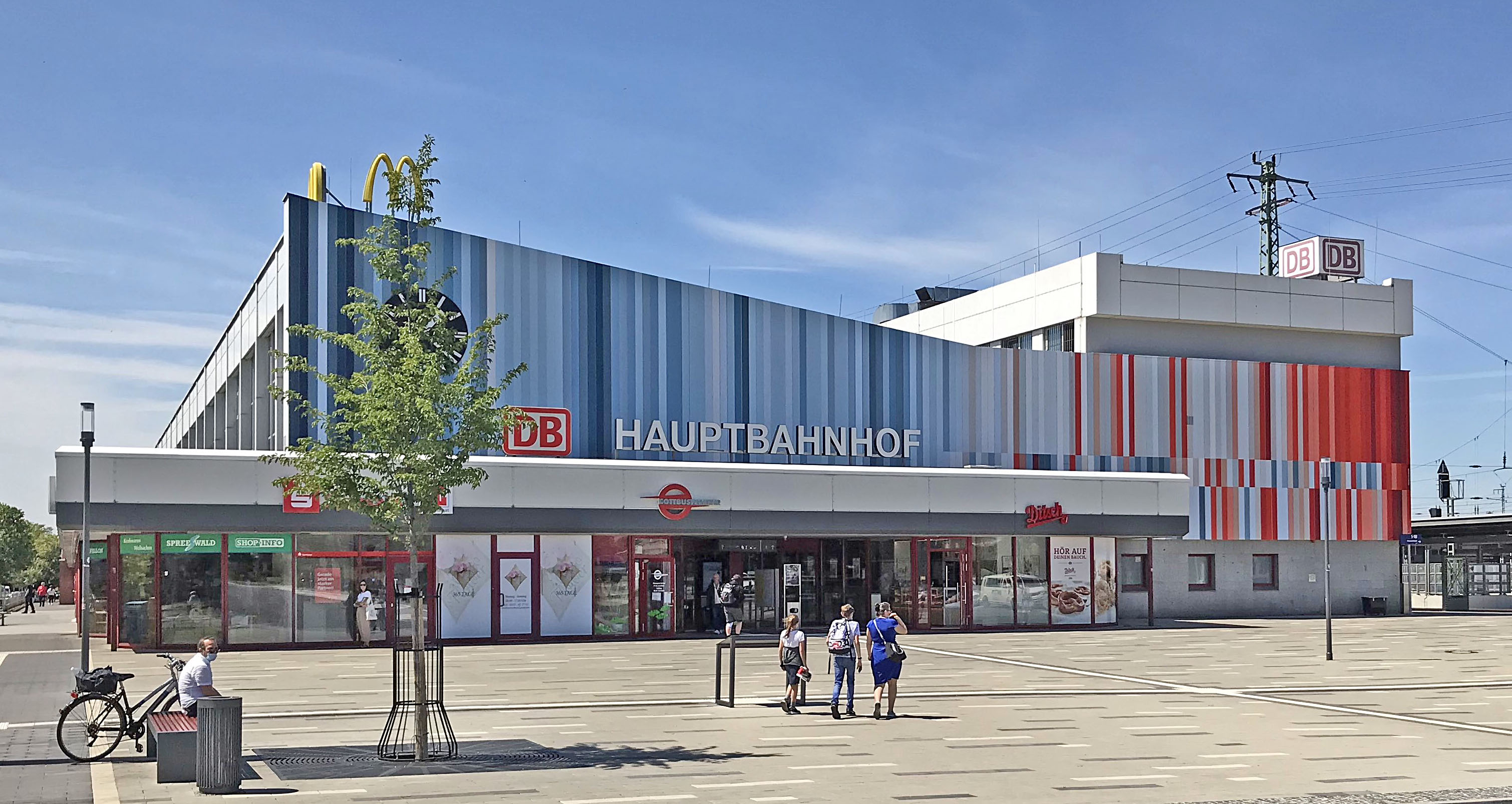
Façade de la Cottbus Hauptbahnhof (en) à Cottbus, Allemagne.